# Tasmabates capitatus
Tasmabates capitatus är en stekelart som beskrevs av Ian D. Gauld 1984. Tasmabates capitatus ingår i släktet Tasmabates och familjen brokparasitsteklar. Inga underarter finns listade i Catalogue of Life.